# Courcebœufs
Courcebœufs ist eine französische Gemeinde mit 641 Einwohnern (Stand: 1. Januar 2022) im Département Sarthe in der Region Pays de la Loire. Sie gehört zum Arrondissement Le Mans und zum Kanton Bonnétable (bis 2015: Kanton Ballon). Die Einwohner werden Courcebœusiens genannt.

## Geographie
Courcebœufs liegt etwa 15 Kilometer nordnordöstlich von Le Mans. Umgeben wird Courcebœufs von den Nachbargemeinden Saint-Mars-sous-Ballon im Norden, Beaufay im Osten, Savigné-l’Évêque im Süden, Joué-l’Abbé im Südwesten sowie Souligné-sous-Ballon im Nordwesten. An der östlichen Gemeindegrenze verläuft das Flüsschen Morte Parence, zu dem die meisten Bäche im Gemeindegebiet entwässern.

## Bevölkerungsentwicklung
| Jahr                      | 1962 | 1968 | 1975 | 1982 | 1990 | 1999 | 2006 | 2013 |
| Einwohner                 | 524  | 532  | 427  | 370  | 390  | 434  | 558  | 626  |
| Quelle: Cassini und INSEE |      |      |      |      |      |      |      |      |

## Sehenswürdigkeiten

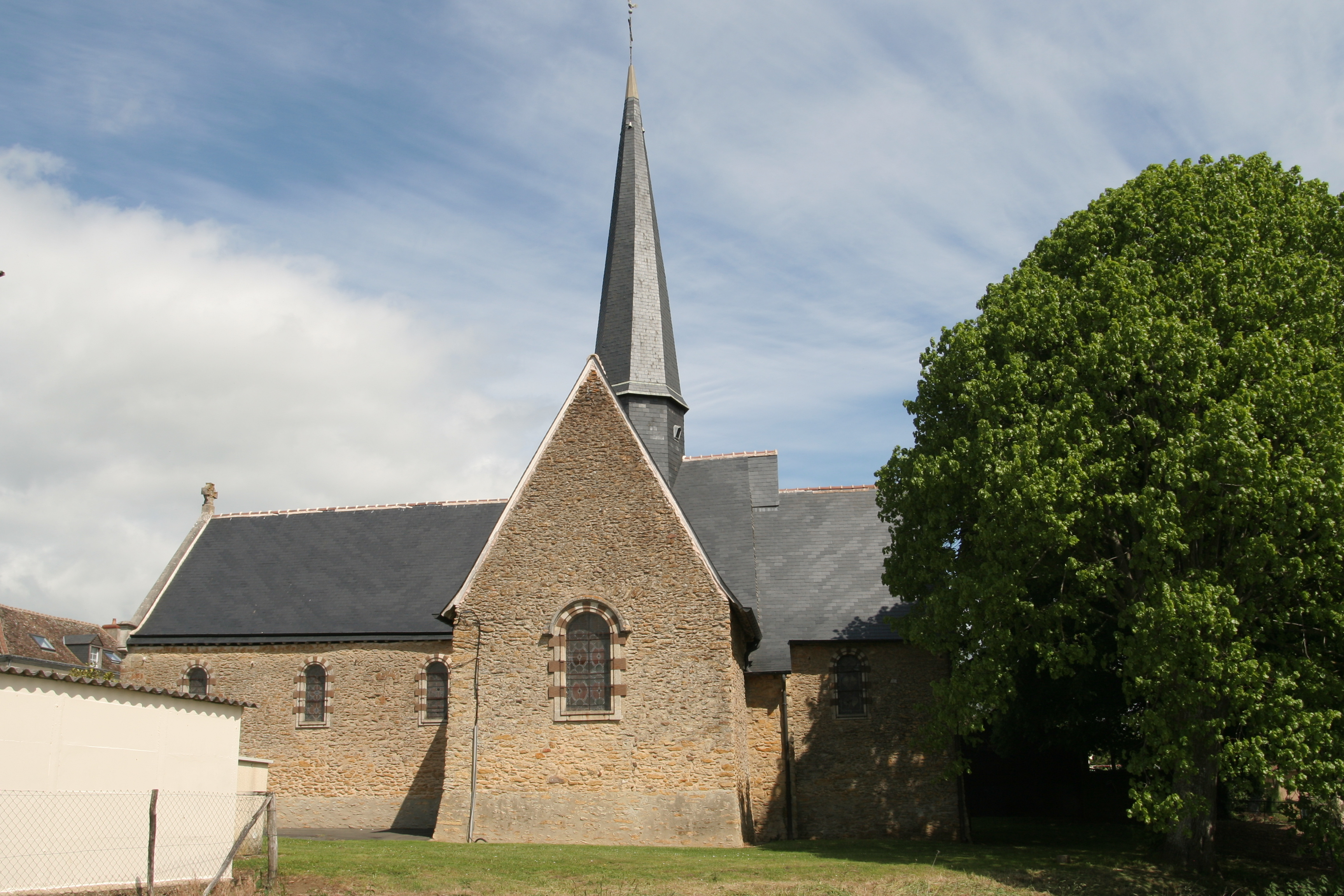
Kirche Notre-Dame-des-Anges

- Kirche Notre-Dame-des-Anges

## Gemeindepartnerschaften
Mit der rumänischen Gemeinde Măgureni im Kreis Prahova besteht seit 1996 eine Gemeindepartnerschaft.